# خورشیدگرفتگی ۱ نوامبر ۱۹۴۸
خورشیدگرفتگی ۱ نوامبر ۱۹۴۸ (به انگلیسی: Solar eclipse of November 1, 1948) یک خورشیدگرفتگی از نوع خورشیدگرفتگی کامل است. این خورشیدگرفتگی در تاریخ ۱ نوامبر ۱۹۴۸ میلادی (‎۱۰ آبان ۱۳۲۷ خورشیدی) روی داد که زمان اوج آن، ساعت ۵:۵۹:۱۸ به‌وقت ساعت هماهنگ جهانی بوده‌است. مدت زمان و طول این خورشیدگرفتگی ۱ دقیقه و ۵۶ ثانیه بود.